# Здравље у Словенији
Нова мера очекиваног људског капитала израчуната за 195 земаља од 1990. до 2016. године и дефинисана за сваку рођену кохорту као очекиване године живота од 20 до 64 године и прилагођена за образовна достигнућа, квалитет учења или образовања и функционално здравствено стање, објавио је Ланцет у септембру 2018. Словенија је имала двадесет и четврти највиши ниво очекиваног људског капитала са 23 очекиване године живота у здравству, образовању и учењу између 20 и 64 године.

## Вакцинација
Према публикацији из 2011. у ЦМАЈ-у: Словенија има један од најагресивнијих и најсвеобухватнијих програма вакцинације на свету. Његов програм је обавезан за девет назначених болести. У прва три месеца живота одојчад се мора вакцинисати против туберкулозе, тетануса, дечије парализе, пертусиса и Хемофилус инфлуензе типа Б. У року од 18 месеци обавезне су вакцине за мале богиње, заушке и рубеолу, а на крају, пре него што дете пође у школу, дете мора бити вакцинисано против хепатитиса Б. Док се захтев за медицинско изузеће може поднети комисији, такав захтев из разлога вере или савести не би био прихватљив. Непоштовање доводи до новчане казне, а стопа усклађености је до 95%, каже Крајгер, додајући да је за необавезне вакцине, као што је она за хумани папилома вирус, покривеност испод 50%.
Обавезна вакцинација против морбила уведена је 1968. године, а од 1978. сва деца добијају две дозе вакцине са стопом усаглашености већом од 95%. За Крпељски менингоенцефалитис, стопа вакцинације у 2007. процењена је на 12,4% опште популације у 2007. години. Поређења ради, у суседној Аустрији 87 одсто становништва је вакцинисано против Крпељског менингоенцефалитиса.

## Гојазност
Словенија је имала трећу највећу стопу гојазности у Европи у 2015. 27% процената одрасле популације имало је индекс телесне масе 30 или више.